# Igor Kranjec
Igor Kranjec (né le 27 septembre 1972 à Brestanica (en)) est un coureur cycliste slovène. Actif durant les années 1990 et 2000, il a notamment été champion de Slovénie sur route en 1998.

## Palmarès
- 1990
  - 3e du Dusika Jugend Tour
- 1996
  - 6e étape des Sei Giorni del Sole
  - 4e étape du Tour de Slovénie
  - Grand Prix Kranj
  - 6e étape du Tour de Slovaquie
- 1997
  - 2e du Tour de Slovaquie
- 1998
  -  Champion de Slovénie sur route
  - 1re étape du Grand Prix Kranj
  - Raiffeisen Grand Prix
  - Grand Prix Vorarlberg
  - 3e du Grand Prix Krka
- 1999
  - Raiffeisen Grand Prix
  - Grand Prix Kranj :
    - Classement général
    - 3e étape

  - 2e du championnat de Slovénie sur route
- 2000
  - Tour de Yougoslavie :
    - Classement général
    - 1re, 4e et 5e étapes

  - 2e du Tour de Croatie
  - 3e du championnat de Slovénie du contre-la-montre
  - 3e du Poreč Trophy 5
- 2002
  - 3e du Grand Prix Krka
- 2003
  - 2e étape du Grand Prix cycliste de Gemenc
- 2007
  - 2e de Belgrade-Banja Luka I
  - 3e de Belgrade-Banja Luka II